# Zero no Tsukaima
Zero no Tsukaima (tiếng Nhật: ゼロの使い魔; Linh Thú Của Zero) là một series light novel của Noboru Yamaguchi, sau này được chuyển thể thành anime, với sau đó là manga, và visual novel cho máy PS2. Tháng 4 năm 2007, hãng Geneon đã đăng ký bản quyền phần một của anime với tựa đề "The Familiar of Zero" ở Mỹ. Anime Zero no Tsukaima đã trình chiếu 4 phần, phần 2 có tựa đề phụ là Futatsuki no Kishi, phần 3 có tựa đề phụ là Princesse no Rondo, và phần cuối cùng có tựa đề là Zero no Tsukaima F. Truyện thuộc thể loại tình cảm, phiêu lưu, có xem lẫn nhiều tình tiết hài hước, và các nhân vật nhìn chung rất đáng yêu.

## Nội dung
Chuyện xảy ra ở một thế giới khác với Trái Đất. Ở đó người ta được phân làm hai loại: giới quý tộc, là những người có thể sử dụng phép thuật, và giới bình dân, là những người không thể sử dụng phép thuật. Nhân vật chính là Louise Françoise Le Blanc de La Vallière, con gái thứ ba của một gia đình quyền quý ở vương quốc Tristain. Cô đang theo học năm thứ 2 ở Trường Phép Thuật Tristain, nơi dạy phép thuật cho quý tộc hoặc phù thủy, nhưng lại là học sinh dốt nhất lớp, chưa bao giờ làm được phép gì ra hồn, nên bị gọi là "Zero".
Nhưng rồi học sinh năm thứ 2 cần phải qua một bài thi quan trọng là gọi cho được con Linh Thú (familiar) của mình. Các bạn của Louise gọi được rồng đủ thứ, nhưng Louise chưa bao giờ làm phép thành công, nên mọi người chờ đợi. Đến lượt mình, cô cầu mong một con Linh Thú "vừa xinh, vừa mạnh, vừa tài giỏi, lại hết mực trung thành". Louise làm phép, và con Linh Thú của cô hiện ra là... một cậu bé người Nhật tên là Hiraga Saito. Tối đầu tiên ở thế giới mới, Saito phải ngủ trên ổ rơm dành cho chó, và ngày hôm sau bắt đầu làm đầy tớ giặt quần lót cho cô chủ Zero.
Có những cặp đôi có gái tsun rất dễ thương, nhưng cũng có những gái tsun mà chúng ta chẳng thể nhai nổi, chẳng hạn như Louise. Mất cân bằng sức mạnh trong một mối quan hệ nghiêm trọng hơn nhiều người tưởng, nó có thể dẫn đến bạo lực gia đình cả về tinh thần lẫn thể chất. Tất nhiên, anh Saito nhà chúng ta bị bạo lực cả về hai thứ đó khi Louise đánh anh, đá anh, mắng anh,…và xem anh như một con "tó" thật thụ chứ không phải chỉ là người hầu. Louise thể hiện rõ mình thích Saito, nhưng tại sao cô phải thể hiện bằng một cách…không ai ưa nổi thế chứ? Có những cặp đôi gây nhau sẽ trông dễ thương, nhưng đối với Louise và Saito thì fan chỉ có thể nói hai từ: tội nghiệp.

## Nhân vật chính

Tên các nhân vật từ trái sang phải: Montmorency, Tabitha, Kirche, Louise, Saito, Longueville, Siesta, Henrietta, Guiche và Jessica

### Zero Louise
- Tên: Louise Françoise le Blanc de la Vallière
- Seiyuu: Kugimiya Rie
- Tuổi: 16
- Chiều cao: 152 cm
- Số đo: 76-53-75
- Màu Mắt: Hồng
- Màu tóc: Hồng
- Thức ăn ưa thích: Bánh dâu
- Thích: Đan móc và đánh đập Saito
- Ghét: Cóc, Kirche
- Giỏi: Cưỡi ngựa
- Tiểu sử: Là con gái thứ 3 xinh đẹp của gia đình quý tộc La Vallière ở vương quốc Tristain. Cô đang theo học năm thứ 2 ở Trường Phép Thuật Tristain, nơi dạy phép thuật cho quý tộc hoặc phù thủy, nhưng lại là học sinh dốt nhất lớp và là phù thủy tồi nhất của mọi thời đại. Phép thuật được dựa trên 4 yếu tố là Hỏa, Phong, Thủy và Thổ, nhưng Louise chẳng thuộc về yếu tố nào cả, nên khi nào cũng phù phép hỏng và bị gọi là "Zero". Louise tỏ ra là một tiểu thư con nhà giàu độc ác, hay nổi nóng, và rất hay đánh Saito – "linh thú" của cô với khả năng sử dụng thành thạo bất kì loại vũ khí nào nếu cậu chạm vào - với cây đũa phép và roi da của mình. Về sau, Louise phát hiện ra rằng cô thật ra là một phù thủy đặc biệt với khả năng kiểm soát yếu tố thứ 5 - Hư Vô, vốn đã bị mất từ lâu. Cô có tình cảm với Saito và nó phát triển từ từ qua câu chuyện, chính vì thế cô hay đánh Saito mỗi khi anh này định giở trò với các cô gái khác. Cô cũng rất tự ái về bộ ngực phẳng lì của mình vì Saito tỏ ra hứng thú với các cô gái ngực to.

### Saito
- Tên: Hiraga Saito
- Seiyuu: Hino Satoshi
- Tuổi: 17
- Màu Mắt: Xám
- Màu tóc: Xanh đen
- Chiều cao: 173 cm
- Thích: Ngực bự
- Ghét: Bị Louise đánh
- Giỏi: Tiêu diệt đối thủ
- Tiểu sử: Là một học sinh người Nhật, nhưng trong lúc đang đi học về thì cậu bị hút vào một thế giới pháp thuật gọi là Halkeginia. Thế giới này như một châu Âu cổ xưa thu nhỏ, với các nước như Albion (Anh), Germania (Đức), Gallia (Gaul-Pháp cổ). Saito trở thành Linh Thú của Louise và hàng ngày ăn bánh mì không, ngủ ổ rơm, giặt quần áo, hết mong ngày về. Cậu có một dấu ấn trên bàn tay với cổ ngữ rune có được sau khi Louise lập khế ước giữa chủ và linh thú bằng cách hôn cậu, nó trông như thế này:  - Gandalfr (thực ra là Gundolf), dấu hiệu này chứng tỏ cậu là một Gandalfr, người bảo vệ các pháp sư Hư Vô (do các pháp sư Hư Vô mất rất nhiều thời gian để niệm phép). Do dấu ấn này cậu có khả năng sử dụng bất kì loại vũ khí chiến đấu nào một cách thành thục mỗi khi chạm vào nó. Cậu có tình cảm với Louise nhưng vẫn rất hay lăng nhăng vì cậu bảo rằng Louise không có ngực, khiến cho cô này rất tức giận và thường xuyên đánh đập cậu. Ở phần 3 cậu nhiều lần tình tứ với Louise nhưng kết quả thì không hề suôn sẻ chút nào. Trong tiểu thuyết, Saito có phần chững chạc hơn và khá tự chủ trước sự hấp dẫn của các cô gái khác (vô tình hay cố ý) như Tabitha, Tiffania hay Henrietta. Saito thể hiện rõ tính cách dũng cảm, luôn hết mình bảo vệ bạn bè khi giải cứu Tabitha, bảo vệ Tiffania khi bị bắt đến vương quốc người Elf. Cuối tập 20, Saito trở thành Linh Thú của Tiffania và cũng giống như Julio, sở hữu cùng lúc 2 rune (1 ở bàn tay, 1 ở ngực).

#### Derflinger

Saito và Derflinger

Là thanh kiếm biết nói của Saito. Khi Louise dắt Saito đi mua gươm thì cậu chọn một cây bằng vàng rất đẹp, nhưng Louise mua cho cậu cây xấu xí nhất với giá rẻ mạt vì cô không có nhiều tiền. Tuy nhiên, đó lại là cây kiếm thần của các Gandalfr, những người bảo vệ các phù thủy Hư Vô đã sử dụng từ sáu ngàn năm trước, hình dạng xấu xí nhưng lại biết nói và có những hiểu biết cực kỳ rộng, thậm chí nó còn đưa ra lời khuyên hay nhận xét hành động của các nhân vật khác. Sau này khi Saito chiến đấu với Wardes để bảo vệ cho Louise, Derflinger lấy lại được hình dạng và sức mạnh thật sự của mình đó là nó có thể hấp thụ bất cứ đòn tấn công nào của đối phương.
Derflinger do Sasha, Gandalfr đầu tiên chế tạo ra bằng ma thuật của người Elf (bản thân Sasha chính là người Elf) nên có ý thức của riêng mình. Trong truyện, Derflinger bị vỡ tan sau khi giúp Saito đỡ đòn trong lúc đang giao chiến với anh em Nguyên tố. Derflinger chuyển sinh vào thanh kiếm Nhật mà Saito sử dụng sau này, đồng thời cũng khôi phục được trí nhớ từ 6000 năm trước và tiết lộ cho Saito cùng Tiffania biết rằng chính Sasha đã dùng Derflinger để giết Brimir.

### Siesta
- Tuổi: 17
- Seiyuu: Horie Yui
- Chiều cao: 162 cm (5'4")
- Số đo: 83-60-85
- Màu tóc: Đen
- Thích: Ngủ, ngắm mình trong gương
- Tiểu sử: Một cô hầu gái dễ thương làm việc ở nhà bếp của trường, có mái tóc sẫm màu giống như Saito. Siesta thật ra mang trong mình dòng máu người Nhật, nên Saito cảm thấy cô như người nhà trong khi ở xứ sở xa lạ này, cô có tình cảm với Saito và đôi khi coi Louise như tình địch. Cô cho rằng mình có thể chăm sóc cho Saito một cách ân cần hơn là Louise. Càng về sau các hành động tranh giành tình cảm của Saito của cô càng rõ ràng hơn, đến nỗi cô còn mặc cả bộ con thỏ vào chỉ để cạnh tranh với bộ con mèo của Louise.

### Henrietta
- Tuổi: 17
- Seiyuu: Kawasumi Ayako
- Chiều cao: 158 cm
- Số đo: 84-59-85
- Thích: Hoàng tủ Wales,Xứ Albilon
- Màu tóc: Tím
- Tiểu sử: Là công chúa của xứ Tristain, và là bạn của Louise số 0. Cô có người yêu là hoàng tử xứ Albion, hai người từng hẹn ước với nhau bên bờ hồ nhưng sau này hoàng tử chết. Cô là một cô gái dũng cảm và quyết đoán. Tính cách của cô thay đổi một chút qua thời gian khi chiến tranh nổ ra, cô tỏ ra trưởng thành và mạnh mẽ hơn. Cô từng hôn Saito ở phần 3 gây ra hiểu nhầm lớn giữa Saito và các cô gái, dù rằng sau đó cô vẫn chưa hiểu được rằng mình thực sự thích Saito hay chỉ cần một đôi vai để nương tựa. Sau cùng, Henrietta nhận ra mình thực sự yêu Saito, điều này khiến Louise vô cùng tức giận và cãi vã với cô nhưng may mắn là hai người đã làm lành và Louise chấp nhận việc Henrietta thích Saito, Louise đã tát Henrietta vì dám đụng vào linh thú của cô mà không xin phép.

### Tabitha
- Tuổi: 15
- Seiyuu: Inokuchi Yuka
- Giới tính: Nữ
- Chiều cao: 142 cm
- Số đo: 68-49-67
- Thích: Đọc sách
- Màu tóc: Xanh nhạt
- Tiểu sử: Bạn cùng lớp với Louise, đeo kính cận và ít nói, rất chăm đọc sách, và là phù thủy cực giỏi. Cô có con Linh Thú là một con rồng thiên nhiên có thể hiểu tiếng người và điều khiển sức mạnh thiên nhiên. Cô và Kirche từng cứu Louise và Saito nhiều lần nên họ rất biết ơn cô và ra sức tìm mọi cách giải cứu cô khi cô lâm nạn trong phần 3. Tabitha thật ra là công chúa của nước Gallia, thực ra là cháu của vua xứ này. Trong cuộc chiến tranh giành ngai vàng giữa cha cô và em trai, cha cô bị giết nên cô luôn bị hoàng đế - tức chú mình chèn ép. Tên đầy đủ của cô là Charlotte Helene Orléans. Cô cũng có tình cảm với Saito ở cuối phần 3.

Sau khi hoàng đế Joseph chết, Tabitha lấy lại tên thật của mình và trở thành nữ hoàng Helena của Gallia, cô cũng tha thứ cho Isabella, con gái của Joseph dù ông ta đã giết cha cô. Tuy nhiên một lần nữa, cô lại bị bắt cóc và đánh tráo bằng người chị gái song sinh Josette theo ý của giáo hoàng Vittorio với mục đích kéo các quốc gia tham dự cuộc chiến giành lại vùng đất thánh trong tay người Elf. Sau khi biết được nguyên do hành động của giáo hoàng, Tabitha đồng ý để chị gái mình thay thế cô làm vua Gallia vì cô muốn được ở bên Saito.
Tabitha cũng tham gia nhóm của Louise đến vương quốc Elf để cứu Tiffania và Saito.

### Kirche
- Tuổi: 18
- Seiyuu: Inoue Nanako
- Chiều cao: 171 cm
- Số đo: 94-63-95
- Thích: Con trai
- Màu tóc: Đỏ
- Tiểu sử: Bạn của Tabitha, và rất ưa chọc quê Zero Louise. Cô có ngực rất bự, rất nhiều bạn trai, rất hay lăng nhăng và đổi người liên tục, thậm chí không chừa một ai ngay cả đến thầy giáo mình là Colbert. Cô chuyên về phép thuật hệ Hỏa. Kirche rất không kiên nhẫn, và có Linh Thú là một con rồng lửa, tên là Flame. Cô cũng có tình cảm với Saito ở phần 1.

### Guiche
- Tuổi: 17
- Seiyuu: Sakurai Takahiro
- Chiều cao: 175 cm
- Thích: Tán gái
- Màu tóc: Vàng
- Tiểu sử: Bạn học của Louise, là một anh chàng đẹp trai hay lăng nhăng. Cây đũa phép của Guiche là một bông hoa hồng và Linh Thú là một con chuột chũi. Anh chàng này là con của một đô đốc nên anh ta bị bắt phải ra trận khi chiến tranh bùng nổ. Anh ta có phép thuật thuộc tính Đất. Guiche là một người nghĩa khí, luôn ủng hộ Saito và hay đưa ra những tư vấn tình cảm cho cậu dù hầu hết là vô dụng. Sau này, khi Henrietta thành lập đội cận vệ Tinh Linh Nước, Saito đã đề cử Guiche làm đội trưởng.

### Montmorency
- Tên: Montmorency Margarita la Fère de Montmorency
- Seiyuu: Mikako Takahashi
- Chiều cao: 166 cm
- Số đo: 80-58-79
- Màu tóc: Vàng
- Tiểu sử: Cô nàng tiểu thư này cũng là bạn học của Louise, cũng như các tiểu thư khác cô cũng coi trọng danh dự, cô có tình cảm với Guiche nhưng rất ít khi để lộ ra. Cô có phép thuật thuộc tính nước và từng lập khế ước với Tinh Linh Nước. Cô có khả năng chế tạo nhiều loại thần dược trong đó có Tình Dược (bị cấm). Cô có linh thú là một con ếch.

### Agnès
- Tên: Agnès Chevalier de Milan
- Seiyuu: Neya Michiko
- Tuổi: 23
- Giới tính: Nữ
- Màu tóc: Vàng
- Ghét: Pháp sư yếu tố lửa
- Vũ khí: kiếm,Súng ngắn
- Tiểu sử: Đội trưởng Ngự Lâm Quân Tristain, cô tỏ ra là một người bảo vệ dũng cảm và trung thành của công chúa. Cô là người rất cứng rắn, dù đôi lúc cũng yếu mềm. Cô đặc biệt ghét các pháp sư lửa vì khi xưa làng của cô bị một bọn pháp sư tấn công và bị một tên pháp sư lửa thiêu cháy, bọn người này được một tên quan của triều đình phái đi với cái cớ: "trong làng có dấu vết của kẻ phản bội" trong khi bản thân bọn chúng lại được thông báo là làng có mầm bệnh truyền nhiễm, cô may mắn được một người tốt bụng cứu (thực ra lại là đội trưởng đội pháp sư, cũng là kẻ đốt làng). Từ đó cô nung nấu mối thù và quyết tâm đi trả thù những kẻ liên quan.

### Cattleya

Chị em nhà de la Vallière, trái: Cattleya, phải: Eleanor, dưới: Louise.

- Tên: Cattleya Yvette la Baume le Blanc de la Fontaine
- Seiyuu: Yamakawa Kotomi
- Tuổi: 24
- Màu tóc: Hồng
- Tiểu sử: Chị của Louise. Rất hiền và yêu động vật, nhưng luôn bị ốm đau, cô luôn giúp đỡ và ủng hộ Louise.

### Eleanor
- Tên: Eleanor Albertine le Blanc de la Blois de la Vallière
- Seiyuu: Inoue Kikuko
- Tuổi: 27
- Màu tóc: Vàng
- Tiểu sử: Chị cả của Louise, ế chồng vì hung dữ quá, đến nỗi anh chàng bá tước hẹn ước với cô còn phải hét lên "Tôi chịu không nổi rồi" và hủy bó hôn ước. Khác với 2 cô kia, Eleanor thừa hưởng ngoại hình và tính cách của cha. Lối hành xử của Louise có lẽ học được từ chị mình khi mà cô cũng dùng roi đánh đập Saito, thậm chí còn hơn cả Louise. Là một người chị gái luôn quan tâm tới em mình, nhiều khi quá mức, Eleanor luôn cho rằng Saito không xứng với Louise vì cậu là một bình dân và rất sợ cả hai vượt rào, thực ra thì cô rất ghen tị với Louise vì em gái có được người đàn ông mình yêu thương trong khi cô thì vẫn chẳng có ai đoái hoài.

## Tập phim

### Phần 1
- Tập 01: ゼロのルイズ "Zero no Ruizu" Louise là học sinh phù thủy dốt nhất lớp không bao giờ làm nổi một phép nào ra hồn, trong ký thi gọi linh thú, một bài tập bắt buộc của các học sinh năm 2, cô đã gọi cậu người Nhật ở Trái Đất là Saito đến thế giới của mình và lập kế ước với cậu ta.
- Tập 02: 平民の使い魔 "Heimin no Tsukaima" Saito quyết đấu với gã quý tộc Guiche sau khi tiết lộ cho bạn gái hắn việc lăng nhăng của hắn. Saito nhờ sức mạnh Gandalfr, cậu đã đánh bại Guiche và trở thành anh hùng của giới bình dân.
- Tập 03: 微熱の誘惑 "Binetsu no Yūwaku" Louise mua cho Saito thanh kiếm gỉ Derflinger. Kirche mua cho Saito thanh kiếm vàng. Cả hai tranh cãi xem Saito chọn thanh kiếm nào. Cuối cùng Saito chọn thanh Derflinger vì cậu thấy hứng thú với thanh kiếm biết nói này.
- Tập 04: メイドの危機 "Meido no Kiki" Siesta bị bắt làm người hầu cho tên bá tước. Saito đi chuộc Siesta lại bằng một quyển sách gia bảo của nhà cô Kirche, mà thực ra đó là quyển tạp chí khiêu dâm cũ được đưa đến từ thế giới của cậu.
- Tập 05: トリステインの姫君 "Torisutein no Himegimi" Công chúa Henrietta của Tristain là bạn thân của Louise số 0, cô đến học viện để dự buổi trình diễn linh thú của Louise trong khi một tên trộm bí ẩn tìm cách đánh cắp một vật tên là "Quyền Trượng Huỷ Diệt".
- Tập 06: 盗賊の正体 "Tōzoku no Shōtai" Saito và Louise đi lấy lại cây "Quyền Trượng Hủy Diệt" - thực ra là một khẩu súng phóng lựu. Derflinger bắt đầu chiến đấu cùng Saito.
- Tập 07: ルイズのアルバイト "Ruizu no Arubaito" Công chúa sai Louise đi do thám giới quý tộc trong thị trấn, nhưng Louise tiêu hết tiền, phải đi làm hầu bàn.
- Tập 08: タバサの秘密 "Tabasa no Himitsu" Kirche đến nhà Tabitha nghỉ hè và phát hiện ra bí mật về thân phận của Tabitha. Louise ghen tức vì Saito đi lại với Sesita, cô uống nhầm tình dược và yêu Saito.
- Tập 09: ルイズの変心 "Ruizu no Henshin" Saito sợ quá phải đi tìm thuốc giải tình được, để có được thuốc thần Saito hứa với vị thần nước về việc sẽ tìm cách trả lại chiếc nhẫn thần bị mất cắp của bà ta.
- Tập 10: 姫君の依頼 "Himegimi no Irai" Công chúa nhờ Louise đi gửi thư cho hoàng tử xứ Albion. Louise gặp lại tình nhân của mình là Wardes. Wardes biết Saito là Gandalfr nên đòi quyết đấu với cậu. Saito tuy có sức mạnh của Gandalfr nhưng do thiếu kinh nghiệm chiến đấu nên cậu bị Wardes đánh bại.
- Tập 11: ルイズの結婚 "Ruizu no Kekkon" Wardes đưa Louise đến gặp hoàng tử xứ Albion và xin hoàng tử chứng kiến hôn lễ của hắn và Louise, trong khi đó Saito và Tabitha cố gắng cứu lại Louise. Louise phát hiện ra Wardes là kẻ phản bội, lão giết chết hoàng tử xứ Albion, Saito quyết chiến với Wardes lần thứ 2 và lấy lại được sức mạnh cho Derflinger. Sau đó Oliver Cromwell mạo danh hoàng tử Albion dùng chiếc nhẫn của thần nước khống chế người dân xứ Albion, gây chiến với xứ Tristain.
- Tập 12: ゼロの秘宝 "Zero no Hihō" Saito đi tìm báu vật do ông nội Siesta chôn giấu mà người ta đồn rằng đó là con rồng sắt - chính là chiếc máy bay mà ông nội Siesta dùng khi bị bay lạc vào thế giới này.
- Tập 13: 虚無のルイズ "Kyomu no Ruizu" Louise buồn rầu vì Saito sắp rời khỏi thế giới của cô, cùng lúc đó quân địch tấn công Tristain, bắt đầu bằng thị trấn quê hương của Siesta, Saito quyết định không trở về Trái Đất nữa mà ở lại thế giới của Louise để giúp quân Tristain thắng trận. Louise trở thành phù thủy vĩ đại nhất khi sử dụng sức mạnh Hư Vô đánh bại hoàn toàn quân địch. Cuối phim cô ký một hiệp ước mới với Saito.

### Phần 2
- Tập 01: 女王陛下のゼロ "Joō-heika no Zero" Louise sử dụng một loại kính đặc biệt nhằm ngăn cản Saito nhìn các cô gái khác và khi Saito nhìn vào ngực của công chúa khi cô này đang diễu hành qua đường, Louise đánh nổ làm cho quân lính tưởng rằng Saito làm và tống giam anh.
- Tập 02: 風と水の誓い "Kaze to Mizu no Chikai" Lời hẹn ước của gió và nước. Hoàng tử Albion bỗng dưng xuất hiện trở lại và đưa công chúa đến nơi ngày xưa 2 người từng thẹn ước, trong khi Louise Saito và đội vệ binh cố gắng đòi lại công chúa.
- Tập 03: 聖職者の剣 "Seishokusha no Ken" Các học sinh bị ép ra trận hết. Agnès huấn luyện các nữ sinh dù rằng thầy Colbert ra sức phản đối.
- Tập 04: ヴァリエールの三姉妹 "Variēru no Sanshimai" Louise về thăm nhà và bị cha bắt phải đi lấy chồng, không cho ra trận lẫn ở lại trường học
- Tập 05: 間諜の刻印 "Kanchō no Kokuin" Học viện bị ăn trộm, vật bị trộm là 2 chiếc nhẫn gió và nước, kỉ vật của công chúa với hoàng tử Albion.
- Tập 06: 女王の休日 "Joō no Kyūjitsu" Công chúa Henrietta trốn đi chơi? Thực ra cô tung ra tin đồn mình bị bắt cóc và trốn ra ngoài thật, cô làm thế để dụ kẻ phản bội để có cơ hội bắt hắn. Cô phải nhờ đến sự giúp đỡ của Louise và Saito. Tuy vậy chính vì thế nên nhiều chuyện bất ngờ xảy ra.
- Tập 07: 地底の秘密文書 "Chitei no Himitsu Bunsho" Agnès, Saito, Louise, Eleanor, và Siesta đi thư viện để giúp Agnes đi tìm dấu vết về vụ tấn công làng của cô. Tuy vậy chuyến đi suýt không thành công vì sự bất cẩn của Eleanor khi cô lỡ dùng phép thuật. Tuy vậy Agnes vẫn chưa tìm ra tên của gã đội trưởng đã đốt làng của cô
- Tập 08: 魔法学院の危機 "Mahō Gakuin no Kiki" Học viện bị tấn công, Agnes phát hiện ra kẻ đứng đầu cuộc tấn công từng tham gia cuộc tấn công ở làng của cô, mặc dù hắn không phải là tên đội trưởng.
- Tập 09: 炎の贖罪 "Honō no Shokuzai" Colbert-sensei hy sinh khi cố gắng bảo vệ Agnes sau khi ông tiết lộ sự thật mình là người đứng đầu cuộc tấn công khi ấy do hiểu nhầm, và cũng chính ông là người đã cứu Agnes ra khỏi đám cháy.
- Tập 10: 雪嶺の敵 "Setsurei no Teki" Saito và Louise trong khi thực hiện nhiệm vụ tấn công thành phố bằng phép thuật Void nhưng không thành khiến cho máy bay bị rơi, sau đó cả hai bị lạc ở vùng núi tuyết và bắt gặp 1 binh sĩ kẻ thù bị thương. Họ quyết định giúp đỡ anh chàng này.
- Tập 11: 銀の降臨祭 "Shirogane no Kōrinsai" Nhằm kéo dài cuộc chiến, thủ lĩnh chính quyền mới ở Albion sử dụng chiếc nhẫn cướp được từ thần nước điều khiển quân đội Tristain tự giết nhau, quân Tristain buộc phải rút lui.
- Tập 12: さよならの結婚式 "Sayonara no Kekkonshiki" Louise theo như lời thỉnh cầu của 1 viên đại thần quyết định ở lại làm mồi cầm chân 70000 quân địch để người dân và công chúa có thời gian trốn thoát, thế nên trước đó cô và Saito làm lễ thành hôn, trong buổi lễ chỉ có hai người Saito bỏ thuốc mê vào li rượu của Louise và thay thế cô ra trận. Mặc dù rất cố gắng nhưng mà Saito không thể thắng nổi và bị giết. Nhưng sau đó được một cô tiên có ngực rất bự(Saito nói)hồi sinh và trở về an toàn.

### Phần 3
- Tập 1: 使い魔の刻印 "Tsukaima no Kokuin" Mở đầu phim Louise phát hiện các biểu tượng trên tay Saito đang dần biến mất, điều này làm cho Louise rất lo lắng vì như thế đồng nghĩa với việc khế ước giữa 2 người chấm dứt. Đúng lúc đó thì nữ hoàng cho triệu tập Louise và Saito vào hoàng cung để phong tước cho Saito, trên đường đến lâu đài Louise bị 1 người tên là Sheffield - linh thú của 1 pháp sư Void khác tên là Joseph tấn công nhưng được Saito cứu thoát mặc dù các biểu tượng trên tay Saito đã biến mất. Sau đó ở lâu đài Saito được công chúa phong tước hiệu hiệp sĩ nhưng anh không dám nhận do lo lắng mình không còn đủ sức mạnh để bảo vệ thế giới này khi mà con dấu đã biến mất. Saito chợt nhớ đến cô tiên đã cứu anh tên là Tiffania, Derflinger cho cả nhóm biết tại sao Saito gặp được Tiffania khi anh chết đó là thanh kiếm dịch chuyển Saito vào trong rừng, vô tình cô tiên nữ bắt gặp anh và hồi sinh anh. Họ quyết định vào rừng tìm kiếm cô tiên nữ. Đêm hôm đó Louise rất lo lắng vì không biết nếu mình sử dụng phép triệu tập linh thú một lần nữa thì Saito có xuất hiện và tiếp tục bảo vệ cô nữa không.
- Tập 2: 森の妖精 "Mori no Yousei" Nhóm Louise. Saito, Agnes và Siesta vào rừng West Wood và gặp được cô tiên ngực bự Tiffania. Louise và Saito cãi nhau, tức giận Louise bỏ vào rừng một mình và bị Sheffield tấn công. Trong khi chiến đấu với Sheffield, Louise đã đánh cược với vận mệnh triệu hồi linh thú 1 lần nữa và Saito xuất hiện, 2 người tiếp tục thỏa thuận hiệp ước và Saito có lại biểu tượng của Gandalfr
- Tập 3: 英雄のおかえり "Eiyuu no okaeri" Nhóm Louise. Saito, Agnes và Siesta trở về cùng với người bạn mới là Tiffania. Nữ hoàng rất vui mừng vì cả nhóm đều bình an tuy có gặp vài sự cố và ban tước vị hiệp sĩ cho Saito. Tiffania tiết lộ bí mật lớn nhất của mình: cô chính là bán yêu. Saito khuyên Tiffania nên đến học viện phù thủy và anh hứa sẽ bảo vệ cho cô khỏi bị hiếp đáp. Tiffania bảo cô sẽ suy nghĩ sau về việc này. Nhóm Louise. Saito trở về học viện trong sự hoan hô vui mừng của cả quý tộc và thường dân.
- Tập 4: 噂の編入生 "Uwasa no Hennyuusei" Saito được nhận vào hội Hiệp Sĩ của trường nên thường ra ngoài sớm, điều này làm Louise rất lo lắng cho tình cảm của mình và Saito. Tiffania chấp nhận đến học viện và được các bạn trai để ý rất nhiều, cô cũng cố giữ bí mật về thân thế của cô nhưng không được cuối cùng cô bị đưa ra thẩm tra nhưng được Saito và Louise cứu. Cuối cùng Tiffania được bạn bè chấp nhận về thân phận bán yêu của mình nhưng Saito phải vào bệnh viện vì cứu Tiffania.
- Tập 5: 魅惑の女子風呂 "Miwaku no Joshi Furo" Saito bị Louise ký kết ước không được nhìn và sờ vào ngực bất cứ cô gái nào ngoài cô. Vì Louise nghĩ Saito đã chủ động sờ vào ngực của Tiffania. Saito cố gắng giải thích nhưng Louise không nghe, tức giận Saito bỏ ra ngoài và không về nhà nữa. Hội hiệp sĩ cố gắng làm Saito vui và họ quyết định đào đường hầm đến nhà tắm nữ. Tại đó, Louise tâm sự với Tiffania và biết được rằng chính Tiffania yêu cầu Saito sờ vào ngực mình, Louise hối hận khi không nghe Saito giải thích. Hội hiệp sĩ bị phát hiện nhìn trộm nhà tắm nữ và bị đánh tơi bời, riêng Saito được Tabitha cứu vì anh đã cho con rồng của Tabitha ăn.
- Tập 6: 禁断の魔法薬 "Kindan no Mahou Yaku" Siesta buồn rầu vì thấy Saito bị Louise đối xử tệ, cô đến quán rượu và được cho 1 liều thuốc tình dược. Siesta trở về nhà thì thấy Saito bị trói, cô tức giận và tranh cãi với Louise rằng mình sẽ chăm sóc cho Saito tốt hơn Louise, Louise cho Siesta 1 giờ bên cạnh Saito. Siesta định cho Saito uống tình dược nhưng không may làm rớt xuống đầu của Montmorency. Montmorency dính tình dược rồi lây qua cho Louise và một số người khác, cuối cùng Tiffania phải dùng phép lãng quên để cứu tất cả.
- Tập 7: スレイプニィルの舞踏会 "Sureipuniru no Butōkai" Siesta và Lousie đánh cược xem Saito sẽ tìm ra ai trong buổi hội khiêu vũ Sleipnir. Bên cạnh đó cả trường đang đồn ầm lên vì có 1 kỵ sĩ rồng đã nhìn thấy 1 vật lạ dài hơn 150 dặm bay trên trời khi anh ta đi tuần. Louise ra lệnh cho Saito phải tìm cho ra cô trong buổi hội khiêu vũ Sleipnir, nếu tìm được Louise sẽ cho Saito tình tứ với mình. Buổi lễ khiêu vũ Sleipnir diễn ra khi mọi người đều hóa trang thành người mình mơ ước, Saito đến buổi lễ và tìm được Louise nhưng đó chính là nữ hoàng Henrietta hóa trang thành, Henrietta hôn anh và bị Louise bắt gặp. Cô khóc và bỏ chạy ra ngoài, Saito đuổi theo rồi đánh nhau với Tabitha và Sheffield để cứu Louise. Tabitha bị Saito đánh bại, Tabitha bỏ chạy nhưng Saito cũng kiệt sức và không thể đánh với Sheffield được nữa. Nhưng cuối cùng Louise và Saito được 1 chiếc tàu Ostland mà thầy Colbert chế tạo cứu thoát.
- Tập 8: 東方号の追跡 "Osutoranto Gou no Tsuiseki" Cả học viện được mời lên tàu Ostland để tham quan. Louise lo lắng vì giữa nữ hoàng và Saito bắt đầu nảy sinh tình cảm. Ngay cả nữ hoàng Henrietta cũng ngạc nhiên vì điều này, trong khi đó thầy Colbert tâm sự với Saito về chiếc tàu Ostland mà ông đã chế tạo, Saito mừng rỡ vì có một người hiểu anh đó là thầy Colbert. Tiffania cho Louise và Siesta mượn một cái kính lúp được gọi là "chiếc gương hôm qua" để xem hôm qua Saito đã gặp chuyện gì và họ vô tình biết được Tabita cũng có mặt trong buổi tối hôm đó. Kirche kể lại cuộc đời của Tabitha cho mọi người nghe trong khi đó Tabitha quay về nhà thăm mẹ và cô bị 1 yêu tinh lạ mặt bắt đi.
- Tập 9: タバサの妹 "TABASA no Imouto" Cả học viện đi tìm chứng cứ xem có phải Tabitha đã đánh nhau với Saito hay không thì lúc đó có 1 cô gái xuất hiện tư xưng là illcocoo là em gái của Tabitha đến nhờ Saito và học viện cứu chị mình. Cả học viện không ai tìn lời của illcocoo cả (ngoại trừ Saito). illcocoo tức giận chạy ra ngoài và dẫn con rồng thiên nhiên của Tabitha tới để chứng minh, cả học viện đến xin nữ hoàng cho phép vượt biên sang đất nước Galia để cứu Tabitha nhưng nữ hoàng từ chối vì cô sợ Saito gặp nguy hiểm. Saito từ bỏ tước vị hiệp sĩ và bị nữ hoàng tống vào ngục, cả Louise cũng chịu chung số phận vì bênh vực cho Saito. illcocoo hóa thân thành hình dáng thật của mình là con rồng thiên nhiên và cứu Saito với Louise.
- Tập 10: 国境の峠 "Kokkyou no Touge"
- Tập 11: アーハンブラの虜 "Aahanbura no Toriko"
- Tập 12: 自由の翼 "Jiyuu no Tsubasa" Saito và Louise cứu được Tabitha ra khỏi lâu đài. Nhưng Louise bắt đầu khủng hoảng tâm lý vì cô không sử dụng phép thuật được nữa, thêm vào đó Tabitha bắt đầu nảy sinh tình cảm với Saito làm cho tâm lý Louise càng thêm nặng nề hơn. Chú của Tabitha là Joseph cho một con quái vật chặn đường giết đám bạn của Louise. Saito, Tabitha cùng nhóm bạn cùng nhau tấn công con quái vật nhưng không thành công. Thầy Colbert cho tàu tiếp viện đến với 1 khẩu súng pháo nhưng phải nhờ Louise niệm phép thuật Void vào viên đạn mới chiến thắng được. Louise bị khủng hoảng tâm lý nặng nên không tài nào niệm phép nổi, Tabitha hứa sẽ bảo vệ Saito suốt đời rồi hôn Saito để đánh thức lại khả năng Void của Louise và chiến thắng. Cuối phim Louise được nữ hoàng nhận làm em nuôi, Saito được phục hồi tước vị hiệp sĩ.

## Bài hát trong anime
- Mở đầu: "First kiss" do ICHIKO thể hiện
- Kết thúc: "True Feelings" do Kugimiya Rie thể hiện
- Mở đầu phần 2: "I SAY YES!" do ICHIKO thể hiện
- Kết thúc phần 2: "Suki!?Kirai!?Suki!!!" do Kugimiya Rie thể hiện
- Mở đầu phần 3: "You're the one" do ICHIKO thể hiện
- Mở đầu phần 4: "I'll be there" do ICHIKO thể hiện